# فيكتور سليبنتشوك
فيكتور سليبنتشوك (بالروسية: Виктор Трифонович Слипенчук) هو كاتب روسي سوفييتي وشاعر وناشر للكتب. من رواياته زينزيفار. نشرها في موسكو في عام 2000 من خلال دار النشر الكاتب السوفييتي.
1. ↑  المكتبة الوطنية الفرنسية. "استنادات المكتبة الوطنية الفرنسية" (بالفرنسية). Retrieved 2015-10-10.